# تپه محمد کریم تخت شیرین
تپه محمد کریم تخت شیرین مربوط به عصر برنز - است و در شهرستان صحنه، بخش مرکزی، روستای تخت شیرین واقع شده و این اثر در تاریخ ۴ خرداد ۱۳۸۴ با شمارهٔ ثبت ۱۱۸۰۹ به‌عنوان یکی از آثار ملی ایران به ثبت رسیده است.